# Шигеру Умебајаши
Шигеру Умебајаши (梅林茂 Umebayashi Shigeru) рођен 19. фебруара 1951. године, је јапански композитор и басиста.
Некадашњи је вођа и басиста јапанског новог таласа рок бенда ЕКС, композитор Шигеру Умебајаши почео је да снима филмове 1985. када се бенд распао. Има више од 30 јапанских и кинеских филмова на свом кредиту  и можда је најпознатији на Западу по „Јумеџијевој теми“ (изворно из Јумејија Сеијуна Сузукија), која је укључена у филм редитеља Вонга Кар-ваија Расположени за љубав (2000). Умебајаши је компоновао већину пратећих филмова Вонга Кар-ваија, 2046 (2004) и Кућа летећих бодежа. Такође је композитор за музику првог српског спектакла Чарлстон за Огњенку. Умебајаши је добио специјалну награду "Томислав Пинтер" на Аввантура Филм Фестивалу Задар (Хрватска) 2013. године током свог боравка као члана званичног жирија.

## Филмографија

### 1980-их
- Itsuka Darekaga Korosareru (1984)
- Tomoyo Shizukani Nemure (1985)
- Sorekara (1985)
- Sorobanzuku (1986)
- Shinshi Domei (1986)
- Kyohu no Yacchan (1987)
- Getting Blue in Color (1988)

### 1990-их
- Hong Kong Paradise (1990)
- Tekken (1990)
- Yumeji (1991)
- Ote (1991)
- Goaisatsu (1991)
- Arihureta Ai ni Kansuru Chosa (1992)
- Byoin he Iko 2 Yamai ha Kikara (1992)
- Nemuranai Machi Shinjuku Zame (1993)
- Izakaya Yurei (1994)
- Zero Woman (1995)
- Kumokiri Nizaemon (1995)
- Boxer Joe (1995)
- Kitanai Yatsu (1995)
- Hashirana Akan Yoake Made (1995)
- The Christ of Nanjing (1995)
- Shin Gokudo Kisha (1996)
- Izakaya Yurei 2 (1996)
- Ichigo Domei (1997)
- Isana no Umi (1997)
- Watashitachi ga Sukidatta Koto (1997)
- G4 Option Zero (1997)
- Fuyajo (1998)
- Belle Epoch (1998)

| - 2000 A.D. (2000) - Shojo (2000) - In the Mood for Love (2000) - Midnight Fly (2001) - Hikari no Ame (2001) - Onmyoji (2001) - Zhou Yu's Train (2002) - Onmyoji II (2003) - Floating Land Scape (2003) - Кућа летећих бодежа (2004) - 2046 (2004) - Hibi (2004) - Fearless (2006) - Daisy (2006) - Curse of the Golden Flower (2006) - Hannibal Rising (2007) - Absurdistan (2008) - Incendiary (2008) - Tears for Sale (2008) - The Real Shaolin (2008) - Murderer (2009) - A Single Man (2009) - True Legend (2010) - Days of Grace (2011) - Trishna (2011) - The Grandmaster (2013) - Rise of the Legend (2014) - The Bride (2015) - Crouching Tiger, Hidden Dragon: Sword of Destiny (2016) - The Wasted Times (2016) |

## Дискографија

### 1980-их
- Саундтрек "Једног дана ће неко бити убијен" (1984)
- Сорекара (1985)
- Базар (1986)
- Оригинална музика за "Соробанзу" (1986)
- Главни наслов (1986)
- Не могу да изгубим срце вечерас (1986)
- Оригинална музика за "Иацхијин оф Террор" (1987)
- Уради ми то / Дечаци / Све што желим си ти (1988)
- Уме (1988)

### 1990-их
- Славујев бубањ (1992)
- Оригинална музика за „Прича о летњем распусту за учитељице” (1992)

### 2000-те
- Оригинална музика за "Јин Јанг Ши" (2001)
- Јеменска тема (2001)
- Уне Адолесценте (2002)
- Оригинална музика за „Иин Ианг Дивисион ИИ“ (2003)
- Оригинална музика за филм „Кућа летећих бодежа“ (2004)
- Ватра (2005)
- Свет Шигеруа Умебајашија 1985-2005 (2006)
- Оригинална музика за филм "Јет Ли'с Феарлесс" (2006)
- Оригинална музика за филм „Даиси“ (2006)
- Оригинална музика за филм „Цурсе оф тхе Голден Фловер“ (2007)

### 2010-те
- За записник (2010)
- Оригиналне песме „Велемајстора“ Шигеруа Умебајашија и Натанијела Мехалија (2013)
- Саундтрек „Сворд оф Дестини“ (2016)
- Оригинална музика за филм „Рисе Оф Тхе Легенд“ (2016)

### 2020-те
- Дух Цушиме (2020)